# Блэтчфорд, Роберт
Роберт Пиль Глэнвил Блэтчфорд (англ. Robert Peel Glanville Blatchford; 17 марта 1851 — 17 декабря 1943) — английский социалист (впоследствии консерватор и ура-патриот), журналист, редактор еженедельника «Кларион».

## Биография

### Молодость
Второй сын Джона Блэтчфорда, бродячего комедианта, и Джорджины Луизы Блэтчфорд, актрисы, родился в Майлстойне в год Всемирной промышленной выставки, проходившей в Лондоне в 1851 году. Отец умер в 1853 году. Мать продолжала играть на сцене, а два сына (Монтегю и Роберт) помогали ей, участвуя в комедийных постановках. В молодости семья постоянно нуждалась. В 1862 году семья обосновалась в Галифаксе, где Роберт стал периодически посещать школу и работать в типографии, получая всего 18 пенсов в неделю. Несмотря на отвращение к общеобразовательной школе, Роберт рано начал читать (свободное время для чтения давали частые болезни) — Библия, похождения пилигримов и Диккенс. Однако, мать получила постоянную работу — портнихи, и смогла устроить сыновей в подмастерья. Так Роберт попал на фабрику по производству щёток, где он познакомился с Сарой Кроссли (англ. Sarah Crossley). В 1880 году они поженились.

### Армия и начало журналистской карьеры
Семь лет прослужил в армии, в Ирландском полку (103 стрелковый Дублинский), где фактически и научился читать и писать. В 1877 году покинул армию, однако долго находился в запасе, так как сохранялась угроза войны с Россией. После увольнения работал в текстильной компании. После свадьбы семья перебирается в Нортвич, где Роберт пытается стать актёром. Но работы для актёров там нет и в итоге он становится журналистом. Сотрудничал в «Sunday Chronicle» и по своим взглядам поначалу стоял на точке зрения радикального либерализма. Известность ему принесли статьи о трущобах Манчестера.
В 1897 году умирают двое его детей.

### Переход к социализму
Под влиянием Генри Гайндмана и Уильяма Морриса перешёл на социалистические позиции. В 1890 году в Манчестере создает местное отделение Фабианского общества, в 1893 — участвует в основании Независимой рабочей партии. А в 1891 году начинает издавать рабочий еженедельник «Кларион». В 1910 году еженедельный тираж составил 80000 экземпляров.
В 1893 году издает бестселлер «Старая добрая Англия».

### Пик популярности
В 1890-х годах популярность Блэтчфорда и его журнала достигает своего пика. Журнал организует целое одноимённое движение: существует общество велосипедистов-социалистов, журнал для детей, скаутское движение, хоровое общество, в 1906 г. был выпущен сборник песен «Кларион». Аудитория журнала резко разрастается. Одновременно Блэтчфорд стремительно правеет. Во время бурской войны он поддерживает правительство. Негативное отношение к суфражизму и к религиозным движениям также ограничивают круг его почитателей.

### Алармизм
В 1900-е годы Блэтчфорд становиться «рупором» британского алармизма. Предсказывая наряду с другими известными общественными деятелями неизбежность войны с Германией и доказывая, что Германия готовит немедленное вторжение на Британские острова. С 1924 года голосовал за консервативную партию.

## Интересные факты
- Врачи считали, что юный Роберт долго не проживёт. Однако, родившись во время Всемирной выставки 1851 года, он скончался в дни Сталинградской битвы. Джон Осборн считает, что такая долгая жизнь была причиной пренебрежения биографами этой яркой личности. «Трудно писать о человеке, чей самый значимый труд опубликован за 50 лет до смерти».